# Patrick Fiori
Patrick Fiori (Marseille, 23 september 1969) is een Franse zanger.
Fiori werd geboren in Frankrijk als zoon van een Armeense vader en een Corsicaanse moeder. Hij speelde zijn eerste rol in een musical toen hij 12 was. Vier jaar later nam hij zijn eerste single Stéphanie op. Op het Eurovisiesongfestival 1993 behaalde hij de vierde plaats met het nummer Mama Corsica. In 1994 kwam zijn eerste cd uit. In 1997 werd hij gevraagd voor de rol van kapitein Phoebes in de musical Notre-Dame de Paris. Samen met Garou en Daniel Lavoie nam hij hiervoor het nummer Belle op, dat in Frankrijk diamant (750.000+) haalde. Hij tekende een contract met Sony BMG en nam zijn derde album Prends moi op. Hij heeft daarna nog een aantal albums uitgebracht.

## Discografie
- Puisque c'est l'heure (1994)
- Le cœur à l'envers (1995)
- Prends-moi (1998)
- Chrysalide (2000)
- Patrick FIORI (gris) (2002)
- Si on chantait plus fort (2005)
- Best of 4 mots (2007)
- Les Choses De La Vie (2008)
- L'instinct masculin (2010)
- Choisir (2014)
- Promesse (2017)